# Conor Sheary
Conor Sheary (ur. 8 czerwca 1992 w Winchester, Massachusetts) – amerykański hokeista, gracz ligi NHL.

## Kariera klubowa
- Cushing Academy (2007 - 2010)
- UMass (Amherst) (2010 - 2014)
- Wilkes-Barre/Scranton Penguins (17.03.2014 - 2015)
- Pittsburgh Penguins (1.07.2015- 27.06.2018)
  -  Wilkes-Barre/Scranton Penguins (2015 - 2016)
- Buffalo Sabres (27.06.2018 -

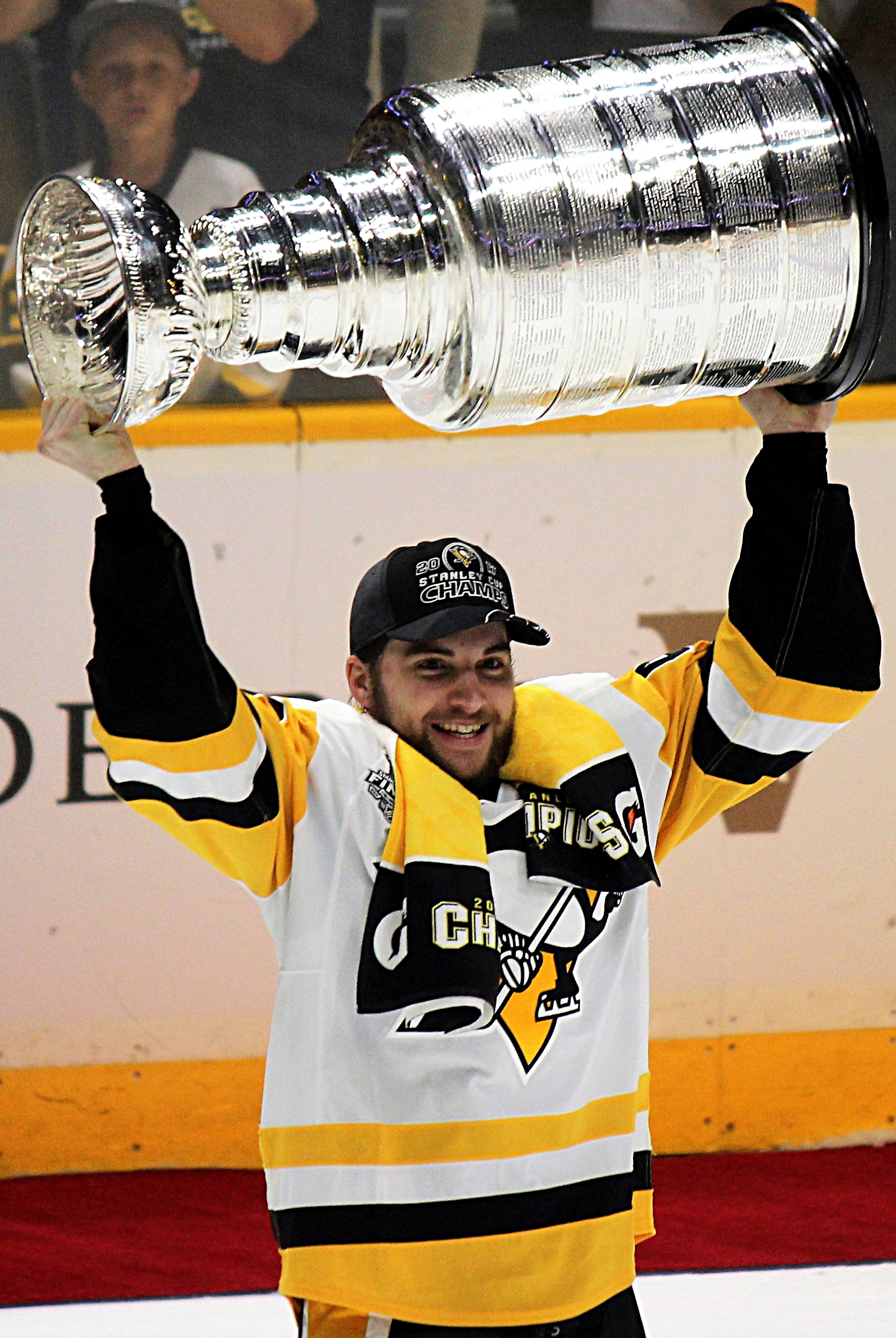
2017 z Pucharem Stanleya

## Sukcesy
Klubowe
- Puchar Stanleya z zespołem Pittsburgh Penguins w sezonie 2015-2016
- Puchar Stanleya z zespołem Pittsburgh Penguins w sezonie 2016-2017